# 現代言語誌
現代言語誌（The Modern Language Journal）は、National Federation of Modern Language Teachers Associationsの委託を受けてWiley-Blackwell社が発行している査読付きの学術雑誌である。主に外国語および第二言語の学習と教育に関する研究と議論を扱っている。
掲載される記事の種類は、文書化されたエッセイ、量的・質的方法論を用いた調査研究、応答記事、言語学習・教育のパラダイムに疑問を投げかける論説などである。本誌には「News & Notes of the Profession」というセクションがあり、イベントカレンダー、専門家からの発表、イニシアチブ、懸念事項などが掲載されている。また、他の専門誌に掲載された関連記事のリストや、学術書、モノグラフ、コンピュータソフトウェアのレビューも掲載している。米国における外国語、文学、文化、言語学、外国語教育の分野で授与された博士号の年次調査結果も、本誌のウェブサイトで確認できる。
2007年からは、通常の4号に加え、5号を発行している。この追加号は、「フォーカス・イシュー」または「モノグラフ」で、交互に発行される。
Journal Citation Reportsによると、本誌の2016年のインパクトファクターは1.745。

## 編集委員
- Editor-in-Chief: Marta Antón
- Associate Editor: Shawn Loewen
- Associate Editor: Wander Lowie
- Associate Editor: Martha Bigelow

### 委員
- Teresa Cadierno
- Laura Collins
- キース・デボット（Kees de Bot）
- Patricia Duff
- Agnes He
- Elaine K. Horwitz
- Richard Kern
- James Lantolf
- Jenifer Larson-Hall
- Constant Leung
- Peter MacIntyre
- Junko Mori
- Rosa Manchón
- Tim McNamara
- Rebecca Oxford
- Angela Scarino
- Merrill Swain
- Naoko Taguchi
- エレイン・タローン（Elaine Tarone）
- Paul Toth
- Ema Ushioda
- Guadalupe Valdés
- Paula Winke